# Ranunculus prietoi
Ranunculus prietoi är en ranunkelväxtart som beskrevs av Cires. Ranunculus prietoi ingår i släktet ranunkler, och familjen ranunkelväxter. Inga underarter finns listade i Catalogue of Life.